# Zelená louka

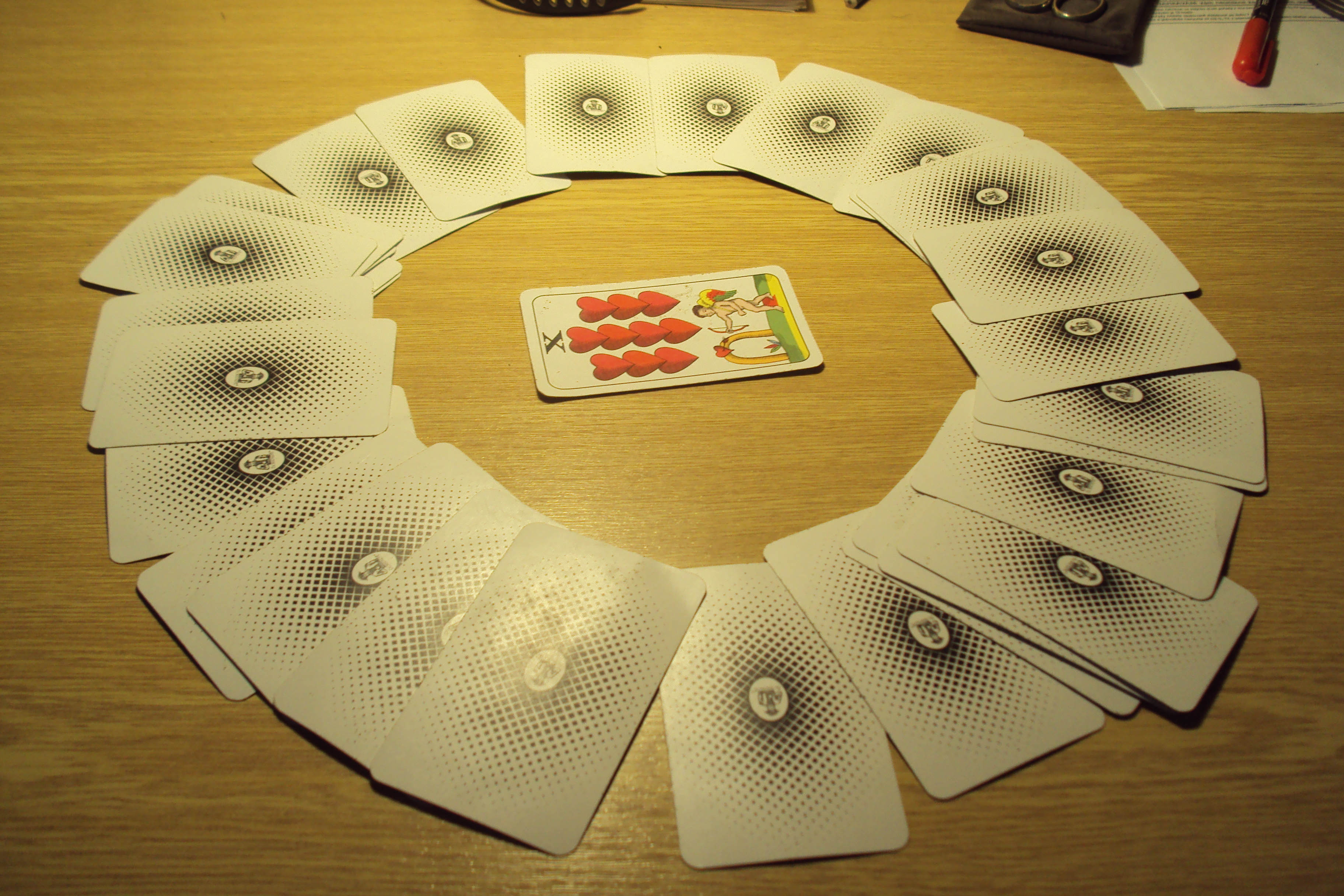
Zelená louka před zahájením

Zelená louka či Zamrzlík je název dětské karetní hry pro dvě až šest osob.

## Pravidla
Používá se buď 32 karet německého (mariášového) typu, nebo 52 karet francouzských. Není důležité znát druh figury či číselnou hodnotu karty, rozhoduje jen barva a proto mohou hrát i malé děti.
Rozdávající všechny karty rozestře na stůl či hrací desku obrázkem dolů do velkého kruhu (Louky). Doprostřed položí jednu libovolnou kartu obrázkem nahoru jako základ odkládacího balíčku. Hráč po levici vybere namátkou z kruhu nějakou kartu. Je-li stejné barvy, jako již vynesená, dá ji navrch a na ní položí další libovolně zvolenou kartu z kruhu. Pokud není vyvolená karta stejné barvy, nechá si ji v ruce a vybírá si karty další tak dlouho, než kartu stejné barvy najde. Pak ji přiloží (ale není to povinné, lze taktizovat) a z ruky přidá jinou. V dalším kole pak zkusí napřed uplatnit karty již nashromážděné v ruce, nemá-li, pak musí opět brát z karet v kruhu. Totéž platí o všech hráčích.
Hra končí, pokud se všichni zbaví všech karet v ruce a až se rozeberou všechny karty z kruhu (louky). Prohrál ten, komu se to nepodařilo. Tomuto poslednímu, prohrávajícímu hráči se někdy říká (a celé hře) Zamrzlík.
Díky své jednoduchosti se tato hra dá hrát s jakýmkoliv balíčkem karet, kde lze rozlišit 4 barvy nebo typy.V případě, že po ruce nemáte žádné hrací karty, lze jednoduše improvizovat. pokud použijeme 4 strany A4 prázdného papíru a každý rozdělíme na 8 karet. Karty popíšeme čísly jedna až čtyři a máme balíček karet vhodný ke hře.

## Varianta
Pokud mezi kartami naleznete listy, tak můžete přebít jakoukoli barvu.[zdroj?]